# Journal of the Franklin Institute
Journal of the Franklin Institute is een internationaal, aan collegiale toetsing onderworpen wetenschappelijk tijdschrift op het gebied van de techniek en de toegepaste wiskunde. Het publiceert vooral artikelen over signaalverwerking en regeltechniek. De naam wordt in literatuurverwijzingen meestal afgekort tot J. Franklin Inst. Het verschijnt 8 keer per jaar.